# Jade (film)
Jade – amerykański thriller erotyczny z 1995 roku.

## Fabuła
Młody i ambitny zastępca prokuratora okręgowego z San Francisco, David Corelli, staje w obliczu możliwego konfliktu interesów, kiedy dowiaduje się, że główną podejrzaną w sprawie wyjątkowo makabrycznego morderstwa jest policyjna psycholog Katrina Gavin, jego dawna miłość, która wyszła jednak za jego bliskiego przyjaciela, czołowego, zamożnego adwokata w sprawach kryminalnych Matta Gavina. Zabity to biznesmen-multimilioner Kyle Medford, kolekcjoner dzieł sztuki, śpiewak, o dekadenckich gustach, znany ze swoich licznych podbojów wśród kobiet.
Tropy prowadzą Corellego do biura gubernatora Lew Richardsa, który na fotografiach znalezionych w sejfie ofiary morderstwa przyłapany jest w kompromitujących sytuacjach z luksusową prostytutką Patrice Jacinto. Corelli uzyskuje także kopię sekstaśmy nakręconej w domku na plaży zabitego mężczyzny, na której pojawia się zagadkowa prostytutka znana tylko jako Jade, według zeznań Jacinto nienasycona nimfomanka, skontaktowana przez Medforda z przedstawicielami elity San Francisco. Corelli stara się ustalić tożsamość tej nieznanej kobiety, uważając, że ona ma klucz do rozwiązania sprawy morderstwa. Jacinto ginie, zanim zdążyła wyjawić nazwisko Jade, jednak Corelli zaczyna przypuszczać, że to jego dawna przyjaciółka (Ka)Trina. Ponieważ Trina w czasie tego drugiego morderstwa akurat była u niego w mieszkaniu, gdzie próbowała go uwieść, wie, że jest niewinna, a zatem jest w niebezpieczeństwie. Wkrótce wraz z Mattem w ostatniej chwili ratuje ją przed dwoma napastnikami. Zastrzeleni mordercy okazują się pracownikami aparatu sprawiedliwości.
Corelli odwiedza gubernatora i ostrzega go przed dalszym naruszaniem prawa, grozi mu publikacją zdjęć. Niedługo potem Trina znajduje dalsze kompromitujące fotografie, które Matt zostawił na wierzchu w ich wspólnym mieszkaniu. Przyznaje się on, że wziął ze sobą te zdjęcia, gdy zamordował multimilionera. Matt prosi Trinę, by w łóżku zachowywała się odtąd bardziej jak Jade.

## Obsada
- David Caruso – Prokurator David Corelli
- Linda Fiorentino – Trina Gavin
- Chazz Palminteri – Matt Gavin
- Richard Crenna – Gubernator Lew Edwards
- Michael Biehn – Bob Hargrove
- Donna Murphy – Karen Heller
- Ken King – Petey Vesko
- Holt McCallany – Bill Barrett
- David Hunt – Pat Callendar
- Angie Everhart – Patrice Jacinto